# Młodzi Socjaliści (Szwecja)
Młodzi Socjaliści (szw. Ungsocialisterna, UP) – szwedzka organizacja o profilu anarchistyczno-socjalistycznym. Odpowiedzialna była m.in. za wydawanie gazety „Brand” oraz utworzenie Młodej Partii Socjalistycznej (szw. Ungsocialistiska Partiet, UP). Wielu członków brało również udział w założeniu Centralnej Organizacji Szwedzkich Robotników (SAC). Organizacja istniała do 1968, pod koniec pod nazwą Federacja Anarchistyczna (szw. Anarkistiska Federatione, AF). 

## Historia
Szwedzka Socjaldemokratyczna Partia Robotnicza (SAP), została założona w 1889, a w 1897 powstał jej związek młodzieżowy, Szwedzki Związek Młodzieży Socjalistycznej (SSU), który w tym czasie nazywał się Młodzi Socjaliści. Na pierwszym kongresie w 1899 wzięło udział 15 delegatów z 8 klubów z miast Sztokholm, Göteborg, Eskilstuna, Västerås, Malmö i Gävle.
W przeciwieństwie do partii macierzystej, Młodzi Socjaliści szybko poszli w kierunku rewolucyjnym. Wśród socjaldemokratów wciąż nie było zgody co do tego, czy partia powinna przyjąć charakter reformistyczny, czy rewolucyjny. Dość szybko kierownictwo partii zaczęło izolować organizację młodzieżową. Powstała nowa organizacja, Socjaldemokratyczna Liga Młodzieży (SU) założona przez klub z Malmö (który był największym klubem organizacji) oraz dwa sąsiadujące kluby w Sofielund i Svedala na konferencji w 1903. przyjęły program partii w jego całości i silnej antymilitarnej postawie. W 1905 SU została przyjęta jako nowe młodzieżowe skrzydło partii, po czym Młodzi Socjaliści zostali odizolowani. Dwie czołowe postacie organizacji, Carl G. Schröder i Hinke Bergegren, zostały wykluczone w 1908. Po tych wydarzeniach, zorganizowano nadzwyczajny zjazd w dniach 23-25 sierpnia, gdzie podjęto decyzję o utworzeniu nowej partii, Młodej Partii Socjalistycznej (szw. Ungsocialistiska Partiet, UP). 

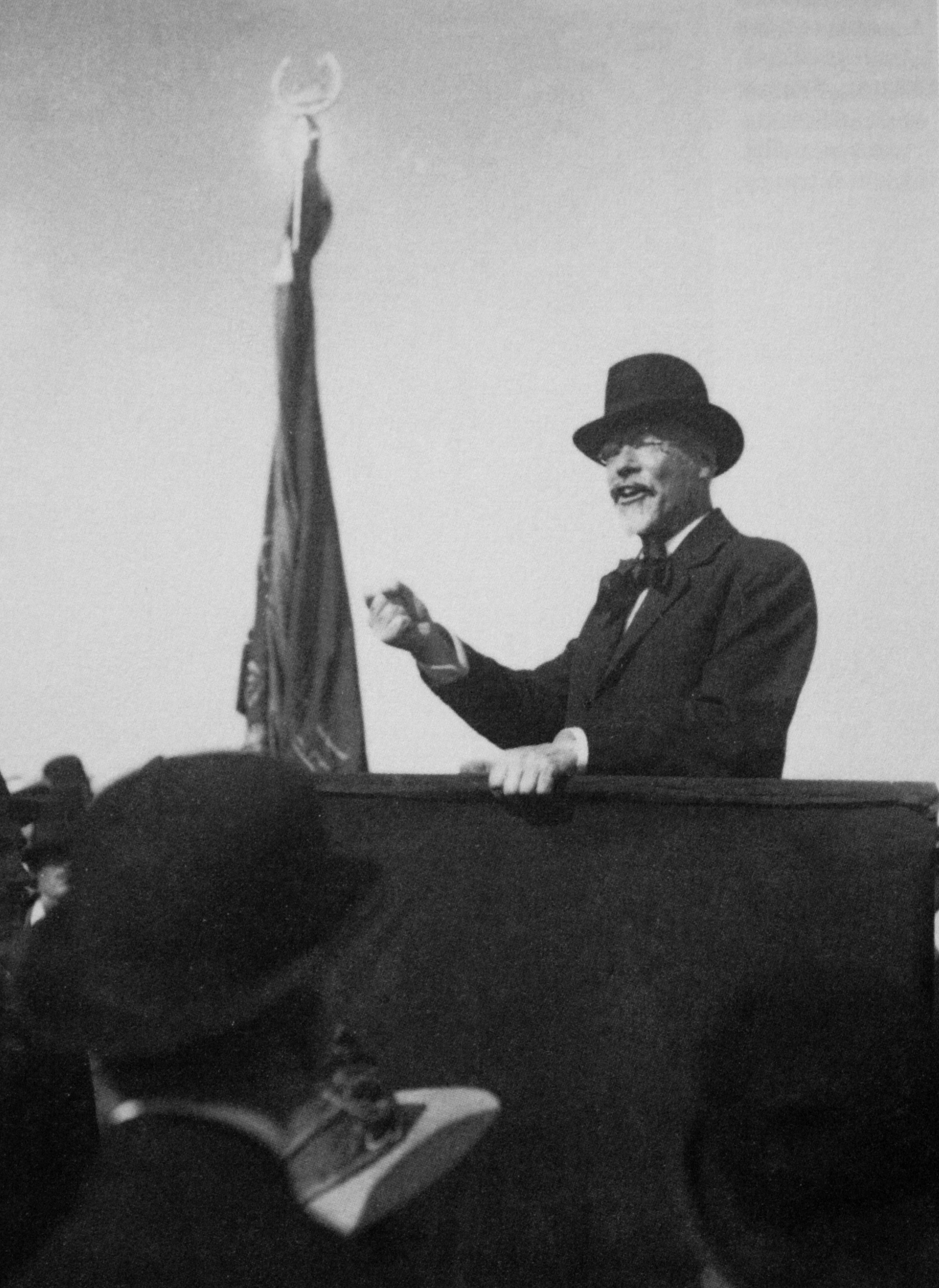
Hinke Bergegren przemawiający z podmium.

Młodzi Socjaliści wkrótce stali się dużym ruchem masowym z 378 lokalnymi oddziałami w całym kraju. Celem ich było szerzyć idee socjalistyczne m.in. poprzez gazety „Brand” i „Lysekils-Kuriren”. Ta pierwsza prezentowała różne ideologie socjalistyczne, takie jak syndykalizm, anarchizm, marksizm itp. Trudno jednak określić, czy organizacja opowiadała się za jedną konkretną orientacją polityczną, choć widoczne były tendencje anarchistyczne. 
Organizacja Młodych Socjalistów planowała założyć związek zawodowy, jednak wiele członków wyrażało swoje niezdecydowanie. Było to spowodowane faktem, że nie chciano doprowadzić do podziału szwedzkiego ruchu związkowego, przy czym wielu Młodych Socjalistów działało w tym czasie w Szwedzkiej Konfederacji Związków Zawodowych. Dopiero po nieudanym Wielkim Strajku w 1909 osoby z różnych środowisk podjęły decyzję o założeniu bardziej radykalnego związku. I tak w 1910 powstała Centralna Organizacja Szwedzkich Robotników (SAC). W jej założeniu brało udział wielu Młodych Socjalistów, w tym Albert Jensen (dziennikarz oraz działacz syndykalistyczny, mąż Elise Ottesen-Jensen). 
Na zjeździe w 1923 podjęto decyzję o zmianie nazwy organizacji na Szwedzką Ligę Młodych Socjalistów (szw. Sveriges Ungsocialistiska Förbund, SUF). Kongres z 1934 ponownie podjął decyzję o zmianie nazwy, tym razem na Stowarzyszenie Propagandy Anarchistycznej (szw. Anarkistiska Propagandaförbundet, AP). W 1965 ponownie zmieniono nazwę, tym razem na Federację Anarchistyczną (szw. Anarkistiska Federatione, AF). W 1968 organizacja została ostatecznie rozwiązana.